# 帕朗格伊佩泰
帕朗格伊佩泰（Parangipettai），是印度泰米尔纳德邦Cuddalore县的一个城镇。总人口20901（2001年）。

## 人口
该地2001年总人口20901人，其中男性10178人，女性10723人；0—6岁人口2457人，其中男1185人，女1272人；识字率74.88%，其中男性为80.92%，女性为69.15%。